# Alexandre Guarnieri
Alexandre Guarnieri (Rio de Janeiro, 10 de maio 1974) é um poeta e historiador de arte brasileiro.

## Biografia
Carioca de Vila Isabel, zona norte da cidade do Rio de Janeiro, licenciou-se em Educação Artística  (habilitação em História da Arte) pelo Instituto de Artes da Universidade do Estado do Rio de Janeiro; é Mestre em Comunicação e Cultura/Tecnologia da Imagem pela Escola de Comunicação da Universidade Federal do Rio de Janeiro.
Como poeta participou do movimento carioca da poesia falada nos anos 90 ("Cambralha" na PUC-RJ, "Zn/Zs - Salada de Futuro" na UERJ, "CEP 20000" no Centro Cultural Sérgio Porto, "Interface", no Teatro da Reitoria da UFF, "Segundas Urbanas" no Centro Cultural Oduvaldo Vianna Filho, o Castelinho do Flamengo). Fez parte da primeira formação do grupo performático “V de Verso”, coordenado pelo poeta Chacal (com Maria Amélia da Fonseca Costa, Kurt Helmut, Wagner Santos, Silvio Barros, Daniele Muniz, Guilherme "Bicho" Lessa, entre outros). Junto com o poeta Flávio Corrêa de Mello, coordenou o NCP (Núcleo de Criação Poética) do Sobrado Cultural, na zona norte do Rio, onde mantinham o recital mensal “Poesia no Sobrado”. Atualmente pertence ao corpo editorial da revista eletrônica Mallarmargens e integra (desde 2012), com o artista plástico, músico, ator e poeta, Alexandre Dacosta, o espetáculo mutante [versos alexandrinos]. Estreou em livro com "Casa das Máquinas" (Editora da Palavra, 2011). 
Segundo o escritor Milton Torres, sobre seu livro de estreia, "Casa das Máquinas'": "Mas o que é, enfim, a Casa das Máquinas? Para mim, novíssima Arte Poética". 
Publicou poemas em fanzines, jornais e revistas, dentre eles o Zine V de Verso, a Urbana, O Carioca, Suplemento Literário de Minas Gerais, dEsEnrEdoS, RelevO, Eutomia, Zunái, Musa Rara, Acrobata, Triplov, Germina, Escamandro e Tlön. Colaborou com o jornal de poesia Panorama da Palavra, publicado por Helena Ortiz.
Desde 2012, integra o corpo editorial da revista eletrônica Mallarmargens.
Como "artista-educador", atuou em programas educativos no Rio de Janeiro, entre eles: MAM - Museu de Arte Moderna, Oi Futuro - Museu das Telecomunicações, CCBB - Centro Cultural Banco do Brasil; Foi professor de Artes e oficineiro em diversos projetos e Ongs voltados para a Arte e a Educação.
Em 2015, figurou entre os 500 poetas brasileiros em destaque na Exposição "Poesia agora", no Museu da Língua Portuguesa (SP); no mesmo ano, foi vencedor do 57º Prêmio Jabuti, categoria Poesia, pelo livro "Corpo de Festim" (Confraria do Vento, 2014). Segundo o escritor Ronaldo Cagiano, "desde a capa, extravasando seu apelo imagético, com um Harry Houdini encenando a ritualização de uma libertação de correntes, Corpo de Festim é a metáfora desse permanente esforço, ou duelo, do indivíduo com suas origens e identidade, busca frenética para livrar-se dos minotauros nos labirintos da contemporaneidade".
Em 2017, participou novamente na Mostra "Poesia agora", em cartaz nos Centros Culturais da Caixa, em Salvador e no Rio de Janeiro , e foi autor-convidado na XXI Feira Pan-Amazônica do Livro, em Belém do Pará. Por ocasião da Feira, teve seu segundo livro "Corpo de Festim" transformado em espetáculo por jovens da FASEPA - Fundação de Atendimento Socioeducativo do Pará, durante o "III Sarau Literário da Socioeducação 2017". 
Em 2019, seu quarto livro "O sal do leviatã" (Penalux, 2018) foi semifinalista do Prêmio Oceanos. Os títulos semifinalistas foram escolhidos por um corpo de jurados de 72 profissionais dentre as 1.467 obras concorrentes. Entre os 54 títulos semifinalistas estiveram 26 romances (de 446 inscritos ao prêmio), 17 livros de poesia (de 690 inscritos), 7 livros de contos (de 225 inscritos), 3 de crônicas (de 82 inscritos) e 1 de dramaturgia (de 24 inscritos), com autores de três continentes: 34 brasileiros, 18 portugueses e 2 angolanos. Todos concorreram entre si.

## Obras

### Livros de poesia
- 2011: Casa das máquinas, Rio de Janeiro: Editora da Palavra .

- 2014: Corpo de festim, Rio de Janeiro: Confraria do Vento.

- 2016: Corpo de festim (2a edição), Guaratinguetá: Penalux.

- 2017: Gravidade zero, Guaratinguetá: Penalux .
- 2018: Horrorigami (coleção uma folha, um livro), Rio de Janeiro: edição artesanal.
- 2018: O sal do leviatã, Guaratinguetá: Penalux.
- 2019: Arsênico & querosene [antologia poética], Curitiba: Kotter Editorial.
- 2023: Nikola Tesla [entre o templo da  estética e o castelo da técnica], São Paulo: Patuá.
- 2023: Cangaço, São Paulo: Primata.
- 2024: Casa das máquinas (2a edição com fortuna crítica), São Paulo: Patuá [no prelo].

### Organização de livros
- 2016: Escriptonita: pop/poesia, mitologia-remix & super-heróis de gibi (Org. Alberto Bresciani, Alexandre Guarnieri, Jorge Elias Neto e Nuno Rau), São Paulo: Patuá .

### Participação [ou citado] em antologias e obras de referência
- 2013: Vinagre: uma antologia de poetas neobarracos, 2a edição ampliada, Edições V de Vândalo [ebook].

- 2014: Essas águas (Org. Vagner Muniz [ebook])

- 2014: Hiperconexões: realidade expandida, volume 2, poemas sobre o pós-humano (Org. Luiz Bras), São Paulo: Patuá.

- 2014: Outras ruminações: 75 poetas e a poesia de Donizete Galvão (Org. Reynaldo Damazio, Ruy Proença e Tarso de Melo), São Paulo: Dobra Editorial.

- 2015: Sobre lagartas e borboletas (Org. Adriana Aneli, Adriane Garcia, Chris Herrmann e Maria Balé), Tubap Books [ebook]/Scenarium Livros Artesanais [versão impressa].

- 2015: Antologia RelevO 5 anos, Curitiba: RelevO/ Maxigráfica [versão artesanal].

- 2016: Antologia Patuscada, São Paulo: Patuá.
- 2017: Antologia isoporzinho-arrastão (Org. Rafael Zacca/ Oficina experimental de poesia, projeto gráfico Bárbara Coelho [online book]).
- 2017: Hiperconexões: realidade expandida, volume 3, sangue & titânio (Org. Luiz Bras), São Paulo: Patuá.
- 2017: Musa fugidia: a poesia para os poetas/ depoimentos (Org. Edson Cruz), Belo Horizonte: Moinhos.
- 2018: Porremas (Org. Rafael Maieiro), Rio de Janeiro: Mórula.
- 2018: Poesia de Ouro: 104 Poemas garimpados nas redes sociais (Org. José Couto), Guaratinguetá: Penalux.
- 2018: Martelo & flor: horizontes da forma e da experiência na poesia brasileira contemporânea (de Antonio Aílton Santos Silva), São Luís: EDUFMA.
- 2019: Carnavalhame 3a. edição (Org. Ithalo Furtado) [ebook] .
- 2019: Pacote de Poesia/ Alexandre Guarnieri (76a. edição), Curitiba: SESC Paço da Liberdade.
- 2020: Poéticas como políticas do gesto (Org. Daniel de Oliveira Gomes), Jundiaí: Paco.
- 2021: Simpósio de poetas bêbadxs antologia (Org. Andri Carvão), São Paulo: Desconcertos Editora.
- 2021: Jumento com Faixa: deboches e antiodes ao fascismo (Org. Rafael Maieiro e Zeh Gustavo), Rio de Janeiro: Viés.
- 2021: Tanto mar entre nós: diásporas (Org. Baltazar Gonçalves), Curitiba: Kotter Editorial.
- 2021: No meio do fim do mundo: 89 poetas hoje (Org. Luciana Barreto), Teresina: Editora Elã.
- 2021: Na poesia viva: a poesia contemporânea em frente e verso (Org. Igor Calazans), Rio de Janeiro: Viés.
- 2021: Poesia para pandemia (Org. Paulo Sabino). Rio de Janeiro: Autografia.

### Videoarte
- 1996-2002: Poema cinético "CiClotron"

## Premiações
- Prêmio Yêda Schmaltz, oferecido pela União Brasileira de Escritores – Seção Goiás (2003).

- Prêmio Marco Lucchesi, oferecido pelo Jornal Panorama da Palavra (2003)

- Vencedor do Prêmio Jabuti, categoria Poesia, pelo livro "Corpo de Festim" (2015).[5]

## Ligações Externas
- Poeta da Vez, destaque no Panorama da Palavra.
- 57o Prêmio Jabuti/ 2015.
- Caderno educativo "Oi Futuro".
- Resenha do livro "Corpo de Festim", na Revista Literária "Desenredos".
- Seleção de poemas na Revista "SuplementG", da Secretaria de Cultura de Minas Gerais.
- Resenha do livro "Casa das Máquinas", site do Professor e pesquisador Antonio Miranda.
- Seleção de Poemas, revista eletrônica "Zunai".
- Vencedores do prêmio Jabuti, 2015, portal G1.
- Resenha do livro "Corpo de Festim", no portal "Musa Rara".
- Resenha do livro "Corpo de Festim", na revista "outras palavras".